# 크리스티안 캔트웰
크리스티안 캔트웰(Christian Cantwell, 1980년 9월 30일~)은 미국의 포환던지기 선수다. 2008년 현재 그는 신장 198cm에 체중 136kg이다. 캔트웰의 개인 최고 기록은 2004년에 세운 22.54m이다.
그는 미주리주의 제퍼슨시티에서 태어났고, 미주리 대학교를 다녔었다. 캔트웰은 2008년 하계 올림픽에서 21.09m의 기록으로 은메달을 획득했고, 2009년 세계 육상 선수권 대회에서는 22.03m의 기록으로 금메달을 획득했다.